# Arnold Arakas
Arnold Arakas (* 11. Januarjul. / 24. Januar 1908greg. in Rapla, Gouvernement Estland; † 9. Februar 1946) war ein estnischer Fußballspieler und Unteroffizier im Zweiten Weltkrieg. 

## Leben
Arnold Arakas wurde im Jahr 1908 in Rapla etwa 45 km von Tallinn entfernt geboren. Er spielte mindestens im Jahr 1933 für die Fußballmannschaft des SK Tallinna Sport, mit dem er die Estnische Meisterschaft gewann. Als Unteroffizier im Zweiten Weltkrieg verstarb Arakas im Alter von 38 Jahren in Gefangenschaft.

## Erfolge
im Fußball: 
- Estnischer Meister: 1933